# Atemrhythmisch angepasste Phonation
Die Atemrhythmisch Angepasste Phonation (AAP) ist ein Therapieverfahren nach Horst Coblenzer und Franz Muhar zur Behandlung von Dysphonien.
Ein wichtiges Prinzip hierbei ist die reflektorische Atemergänzung; damit liegt der Schwerpunkt des Verfahrens auf der Atmung. Ziel der sprachtherapeutischen Behandlung ist hier die Ökonomie der Atemaktivität und, wie es bei jeder Therapie von Dysphonien ist, das stimmliche Durchhaltevermögen unter schwieriger Phonationsbedingung. Der Patient soll ein bewusstes Abspannen auf Ebene des Kiefers und der Zunge, des Kehlkopfs (Larynx) und des Zwerchfells (Diaphragma) lernen, damit die Luft von alleine kommt. Der phonatorische Reflex des Zwerchfells soll also genutzt werden. So werden die Stimme und besonders der Larynx entlastet und demgegenüber die Belastung auf das Zwerchfell übertragen. Mithilfe der AAP werden eine schnappende Einatmung und hörbare Inspiration vermieden. Inhaltliche Schwerpunkte liegen auf der Erleichterung der Koordination von Bewegung, Atmung, Stimme und Artikulation durch die Körpermotorik, den Rhythmus und der Intention. Der Patient erlernt Techniken, die zu einem ökonomischen Atem- und Stimmgebrauch führen, z. B. Wahrnehmungs- und Haltungsübungen, eine Rhythmisierung von Bewegung, Respiration und Phonation, plastisches Artikulieren, Stimmeinsatzübungen, Finden der Indifferenzlage, die Erarbeitung eines dreiphasigen Atemrhythmus und der Einsatz von atemökonomisch gegliederten Sprechphasen. Voraussetzung dafür ist das Erarbeiten einer Kontrollempfindung für die eigene Stimme.